# طاق کاراکالا (جمیلا)
طاق کاراکالا (انگلیسی: Arch of Caracalla) یک طاق نصرت رومی است که در جمیلا، الجزایر با نام «کوئیکول» (Cuicul) واقع شده که در اوایل قرن سوم ساخته شده‌است.
این تاقبا یک دهانه (فورنیکس)، در جاده منتهی به سیتیفیس قرار داشته که ورودی میدان شهر سوران بود.

## تاریخچه
این طاق در سال ۲۱۶ به افتخار امپراتور کاراکالا، مادرش جولیا دومنا و پدرش سپتیمیوس سوروس ساخته شد.
در سال ۱۸۳۹، شاهزاده فردیناند فیلیپ، دوک اورلئان، تاق را در طی یک سفر اکتشافی دید و قصد داشت آن را به پاریس منتقل کند، جایی که قصد داشت آن را با کتیبه "L'Armée d'Afrique à la France" (ارتش فرانسه) برپا کند. آفریقا، به فرانسه). پس از مرگ او، در سال ۱۸۴۲، این پروژه که تقریباً آماده اجرا بود، رها شد.
این طاق به همراه بقیه محوطه باستانی ژمیلا از سال ۱۹۸۲ در فهرست میراث جهانی یونسکو قرار گرفته‌است.

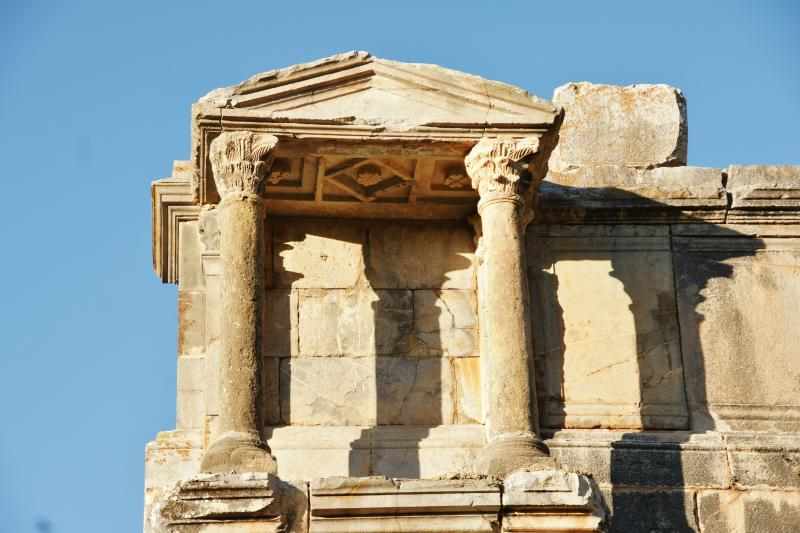
بخشی از طاق کاراکالا در جمیلا.

طاق با یک دهانه به ارتفاع ۱۲٫۵ متر، عرض ۱۱٫۶ متر و ژرفای ۳٫۹ متر است.
در دو طرف دهانه روی برج‌ها تاقچه‌هایی وجود دارد که هر کدام توسط یک جفت ستون کورنتی روی پایه‌ها با استوانه‌های صاف جدا شده از دیوار، قاب شده‌اند.
هر جفت از ستون‌ها از یک اسپر حمایت می‌کنند که به نوبه خود توسط یک ادیکول کوچک با یک سنتوری که به بالای اتاقک زیر شیروانی می‌رسد بر آن قرار گرفته‌است.
در بالای اتاق زیر شیروانی، سه‌پایه باقی مانده‌است که در ابتدا مجسمه‌های اعضای خانواده امپراتوری را نگه می‌داشتند.

## بیشتر بخوانید..
- فهرست تاق‌های پیروزی رومی
- تاق کاراکالا (تبسه)

## بن‌مایه
1. ↑  Entry on Djémila at UNESCO's site